# Club Deportivo Parque del Plata
Il Club Deportivo Parque del Plata, meglio noto semplicemente come Parque del Plata, è una società calcistica uruguaiana di Parque del Plata. Nonostante provenga dal dipartimento di Canelones, milita nel campionato di Segunda División Amateur de Uruguay, in linea di principio riservata alle squadre del dipartimento di Montevideo.